# Dorstenia ramosa
Dorstenia ramosa är en mullbärsväxtart. Dorstenia ramosa ingår i släktet Dorstenia och familjen mullbärsväxter.

## Underarter
Arten delas in i följande underarter:
- D. r. dolichocaula
- D. r. ramosa
- D. r. ficus